# Wieniec (périodique)
Pour les articles homonymes, voir Wieniec.
Wieniec était un périodique sociétal et politique de langue polonaise publié en Galicie au tournant du XXe siècle.
Le titre fut fondé à Cracovie en 1862, et parut tout d'abord de façon hebdomadaire. En 1875, Stanisław Stojałowski s'en porta acquéreur en même temps que d'un autre titre, Pszczółka. Les deux périodiques parurent dès lors une semaine sur deux, à tour de rôle. À leur une figurait une devise tirée d'un poème de Zygmunt Krasiński : « avec la noblesse polonaise - le peuple polonais » (polonais : « Z polską szlachtą – polski lud »). En 1911, le périodique passa dans le giron du Parti national démocrate (SND).

## Sources
- (pl) Cet article est partiellement ou en totalité issu de l’article de Wikipédia en polonais intitulé « Wieniec (czasopismo) » (voir la liste des auteurs).
- (pl) Czesław Strzeszewski, Ryszard Bender, Konstanty Turowski. Historia katolicyzmu społecznego w Polsce 1832-1939. Ośrodek Dokumentacji i Studiów Społecznych. 1981. p. 151-152, 176, 178, 713.